# Taktika de Léon VI

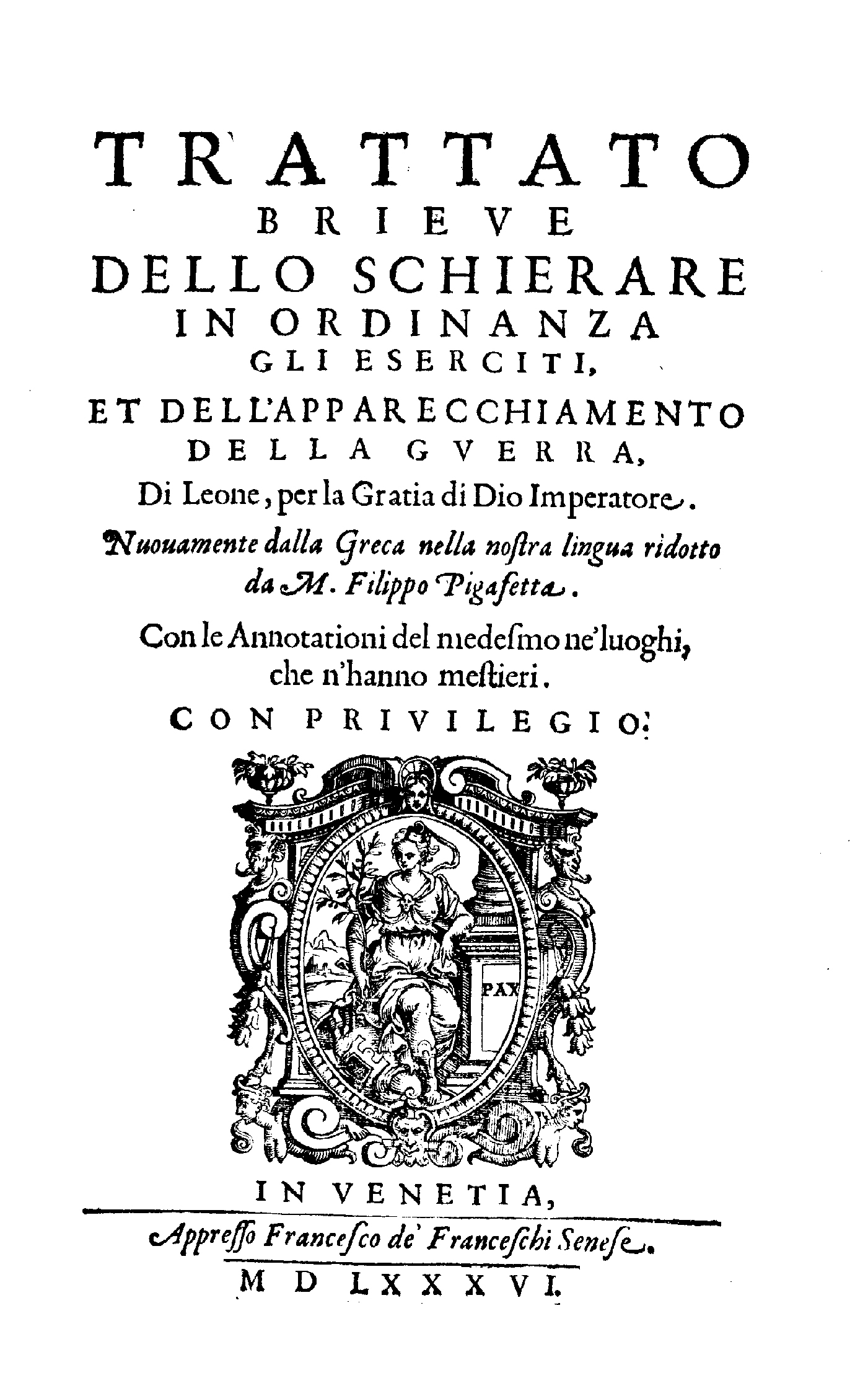
Tactika, frontispice d'une édition italienne de 1586.

Les Taktika, ou Tactica (grec : Τακτικά), sont un traité militaire écrit par ou pour l'empereur byzantin Léon VI le Sage c. 895-908 et plus tard édité par son fils, Constantin VII. S'appuyant sur des auteurs antérieurs tels qu'Élien le Tacticien c. Ier – IIe siècle, Onosandre c. Ier siècle et le Strategikon de l'empereur Maurice c. VIe siècle, c'est l'un des principaux travaux sur la tactique militaire byzantine, écrit à la veille de « l'âge de la reconquête » byzantine. Le titre grec original est τῶν ἐν πολέμοις τακτικῶν σύντομος παράδοσις (« Courte instruction de la tactique de la guerre »). Le Taktika porte sur un large éventail de sujets, tels que les formations d'infanterie et de cavalerie, les exercices, le siège et la guerre navale. Il est écrit dans une langue de forme législative et comprend 20 constitutions (Διατάξεις / Diataxeis), un épilogue et 12 chapitres supplémentaires principalement consacrés aux tactiques anciennes qui proviennent du Sylloge Tacticorum (grec: Συλλογή Τακτικών), un manuel militaire datant probablement du milieu du Xe siècle.

## Texte
Le texte du Taktika est transmis dans plusieurs manuscrits, dont le plus ancien remonte à une génération de Léon lui-même. Léon mentionne dans le Taktika que le christianisme pourrait adopter la doctrine islamique d'une « guerre sainte » pour ses applications militaires.
Une édition largement inspirée d'un manuscrit florentin du Xe siècle est parue en 2010 avec sa traduction en anglais.

## Contexte militaire de la rédaction
Ce manuel a été rédigé entre les années 886 à 912 soit avant la grande période de reconquête qu’a vécu l’Empire byzantin durant le XIe siècle sous les successeurs de Léon VI. Malgré la rédaction de ce manuel militaire très important pour ses successeurs, son règne a connu peu de conflits importants. La guerre face à l’Empire bulgare du Tsar Simeon Ier entre 894 et 896-897. Ce conflit sera provoqué par un différend commercial et il sera gagné par les Bulgares à la suite de la bataille de Bulgarophygon. Le second conflit, c’est la suite de la conquête musulmane de la Sicile, conquête qui dure depuis l’an 827 (soit depuis 59 ans avant l’avènement de Léon VI sur le trône) et qui se terminera en 902 avec la chute de Taormine. L’Empereur a lancé peu de campagnes militaires offensives durant son règne. À la suite du sac de 904 du port de Thessalonique par Léon de Tripoli, l'Empereur envoya une expédition de reconquête de la Crête en 911 qui se soldera par un échec. Sans compter les nombreux raids frontaliers qui ont lieu à la frontière d’Anatolie entre l’Empire Byzantin et les Arabes depuis 824, car la frontière est fortifiée et dépeupler par les deux entités.

## Contenu

### Préface
L’empereur annonce ce dont il est question dans cet ouvrage, c’est-à-dire : de ne pas oublier les tactiques militaires anciennes et enseigner celle modernes. Selon lui, elles semblent être négligées voire oubliées par ses généraux, il énonce aussi que l’usage de tactique et de connaissance militaire vaux mieux que de reposer sur le nombre de ses troupes : « […] ce n’est pas avec une multitude d’hommes que la guerre se termine heureusement, […], mais par la science de les ranger, de les faire mouvoir et de les ménager. ».

### Préparations pour la guerre

#### Chapitre I - Sur la tactique et sur le général
Ce premier chapitre explique d’abord l’interprétation de la tactique, elle est décrite comme « la science des mouvements qui se font à la guerre […] l’art de ranger les troupes et de disposer les différentes armes. ». Dans un second temps, on évoque la séparation du personnel militaire en deux catégories: « les gens destinés pour combattre » (troupes à pied et troupes à cheval) et « ceux qui sont à la suite » (tous les serviteurs, médecins et autres personnels militaires non combattants). Troisièmement, on énonce ce que sont les fonctions et les responsabilités d’un général : « […] il est chargé de l’administration civile et militaire de la province où il commande, d’assembler les troupes dispersées, d’en former le corps d’armée et d’y maintenir la discipline […] ». Cette description de responsabilité évoque le système administratif des Thèmes (grec : θεματα : Themata).

#### Chapitre II - Les qualités requises pour un général
Ce chapitre énonce de nombreuses qualités ou aspects qu’un bon général ou stratège (grec : στραταγός, strategos) devrait posséder. En voici la liste des plus importantes :
- Il ne doit pas gouverner par cupidité, mais plutôt par dévouement envers sa tâche : « […] qu’il méprisera l’argent quand il ne laissera point corrompre, qu’il gouvernera […] sans autres buts que l’honneur de les faire réussir. »
- Il ne doit pas être trop jeune ni trop vieux car : « […] la jeunesse est inconstante et sans lumière et […] la vieillesse […] manque de force pour agir […] ».
- Il doit être aimé de ses hommes : « Un général affectionné des troupes les gouvernera facilement […] ne se refuseront à aucun péril. »
- Il doit être un orateur charismatique : « La voix d’un général vaut mieux que le son de la trompette; elle remue l’âme avec plus de force, […] »
- Il ne doit pas être nommé selon sa fortune mais plutôt pour ses compétences peu importe ses richesses.
- Il doit être un chrétien fidèle et pieux : « […] sans sa divine assistance rien ne vous réussira […]; que sans elle vous ne vaincrez point les plus faibles ennemis, parce que la Providence régit tout, […] ».

#### Chapitre III - Comment doit-on tenir conseil ou La nécessité de faire des plans
Il est question dans ce chapitre du processus par lequel une décision ou un plan qu’il soit administratif ou militaire devrait passer. Il faut d’abord former un conseil de personnes jugées pertinentes à une délibération du plan envisagé par le général. Ce conseil sert à débattre de la pertinence du plan, du comment il devrait être appliqué et du pourquoi il devrait être exécuté. Les participants à la délibération devront toujours avoir une vision publique et non personnelle lors du conseil. Il est aussi conseillé que les participants aux débats soient discrets afin de ne rien révéler, il est aussi dit qu’une action proposée lors d’un conseil doit être possible et utile sinon elle sera jugée comme imprudente. Finalement, il est dit qu’il est possible de tenir conseil seul (si cela se voit être la seule option), mais il faut que le général ne soit pas entravé par ses émotions et inquiétudes.

#### Chapitre IV - Sur la Division de l'armée et la nomination des Officiers
Ce chapitre traite d’abord du recrutement des troupes, quel type de personnes doit être enrôlé ou pas. Ensuite comment l’armée doit-elle organiser ses troupes et quelle est la hiérarchie à adopter (voir Thème). Il est donc aussi question de tous les rangs ou fonctions possiblement utilisés dans une armée, en voici les plus importants :
- Général (Στρατεγοσ, Strategos)
- Lieutenant-Général (ὑποστρατεγοσ, Hypostrategos)
- Drongaire (Δρουνγαριοσ, Droungarios)
- Comte (Κόμης, Komes)
- Centurion (Κενταρχοσ, Kentarchos)
- Dizainier (Δεκαρχοσ, Dekarchos)
- Soldat

De très nombreuses autres fonctions sont énumérées comme : le porte-enseigne (Βανδοφορε, Bandophore), le chef de file (πρωτοστάτης, Protostates), les espions (Σκουλακάτορες, Skoulkatores), les docteurs (Σκριβονεσ, Skribones) et bien d’autres. Finalement, il est aussi question de l’organisation des hommes dans les différentes formations de déplacement et des connaissances requises pour les centurions et les dizainiers.

#### Chapitre V - Sur les préparatifs des armes
Dans ce chapitre, on énonce que les armes doivent toujours être dans un état convenable à l’usage immédiat. Il est aussi énuméré de quels types d’armes, d’armures et d’équipements les différentes troupes armées doivent être équipées. Il est aussi considéré de prendre compte de l’usage de chariots dans le transport de vivres, d’armes, de personnel ou d’autres matériaux. L’usage potentiel de différentes armes de siège (s’il doit y en avoir un) est aussi évoqué, ainsi que l’usage de petites embarcations de bois pour traverser les cours d’eau ou de navire de transport/de guerre si l’utilisation de ces vaisseaux se voit nécessaire dans la situation actuelle.

#### Chapitre VI - Sur l'équipement de cavalerie et d'infanterie
Le chapitre aborde tout ce qui a rapport aux armures et à l’attirail d’équipements que les archers, les cavaliers et les fantassins doivent porter (détaillant surtout les deux derniers). Catégorisant aussi dans un même temps les différents corps d’armées :
- Les cavaliers : les cataphractes (καταφρακτοι, katafraktoi, une cavalerie avec de lourdes armures) et les non-cataphractes (κουρσορσεσ, koursorses, regroupant des cavalerie de jet et des cavaliers lanciers)
- Les fantassins : les porte-boucliers (Σκουτατοι, Skoutatoi, dérivés des hoplites grecs) et les psilistes (Πσιλοι, Psiloi, armés d’arc et peu protégés)

Hormis les énumérations d’équipements, on retrouve quelques conseils divers : « Plus le soldat est armé et vêtu proprement, plus cela relève son courage et intimide l’ennemi. ». Utiliser l’hiver ou les temps de repos pour savoir quels équipements ou bêtes sont manquants ou nécessaires. Il conclut le chapitre en faisant écho aux anciens types d’infanterie que sont les peltastes et les phalanges macédoniennes.

#### Chapitre VII - Sur l'entrainement de l'infanterie et de la cavalerie
Cette partie aborde des différents entraînements et tâches que les soldats doivent faire lorsqu’ils sont au repos (hiver, campement, etc.). Ces exercices doivent accoutumer les soldats aux dangers qui les attendent, les tenir prêts et les garder motivés. Les entraînements effectués sont nombreux et différents selon la classe du soldat (hoplite, archer, cavalier, etc.), ils peuvent être effectués seuls ou en groupe, ils peuvent parfois être une compétition entre deux équipes ou la pratique des formations et des commandes vocales ou simplement des tâches de nettoyage et d’entretien. Tous ces exercices cherchent à nouer des liens de camaraderie entre les soldats et leur officier et les empêcher de devenir oisifs lors de leur campement. Le chapitre décrit très précisément les exercices, les formations et les "simulations" de bataille qui peuvent être enseignés et pratiqués durant ces périodes de repos. On y trouve aussi une liste de commandements vocaux à apprendre aux soldats et officiers.

#### Chapitre VIII - Sur les délits et punitions militaires
On évoque dans cette partie les peines qui peuvent être appliquées aux soldats et aux personnes de rang supérieurs à ceux-ci. Ces punitions varient grandement selon l’acte répréhensible allant de la peine de mort, la punition, le châtiment corporel, dédommagement ou la mise en amende.

#### Chapitre IX - Sur la marche de l'armée
Cette section offre de nombreuses consignes et conseils à suivre lors du déplacement d’une armée en territoire ami ou ennemi. On y évoque entre autres que : la marche protège la région patrouillée contre les pillages de l’ennemi, que les soldats doivent être disciplinés dès le départ afin qu’ils soient organisés en cas d’attaque ou qu’ils ne partent pas en débandade si une bête sauvage est croisée et finalement de les empêcher de se jeter sur de potentiels butins lors de la marche. Le chapitre donne aussi plusieurs conseils et précautions à prendre afin de prévenir tous accidents ou embuscades lorsque la troupe doit passer par des endroits étroits, cols, défilés, rivières ou ce qu’il faut faire en l’absence d’un guide. On retrouve aussi l’importance d’utiliser des éclaireurs et d’éviter ceux ennemis. Il aborde aussi l’importance de l’abondance des vivres et du ravitaillement pour la troupe durant ses déplacements par exemple : effectuer une invasion du territoire ennemi le plus rapidement afin de ne pas épuiser le ravitaillement trop tôt, ne jamais laisser l’armée oisive au même endroit et ne pas laisser les soldats rechercher eux-mêmes les vivres, organiser plutôt des groupes de recherches.

#### Chapitre X - Sur les trains de bagages
Ce chapitre traite de la défense, l’organisation des bagages et de la suite d’une armée et ceux-ci doivent être protégés et en sécurité. Le contraire serait très néfaste pour le soldat partant au combat, il doit avoir l’esprit serein en ce qui concerne la sécurité des non-combattants qui les suivent (domestiques, femmes et enfants) : « […] la crainte de perdre ce qu’on a de plus cher, on ne se présente au combat qu’avec répugnance et en tremblant.». Il est aussi question de comment les protéger selon la situation et quel type de bagage le soldat doit amener selon la situation : expédition de longue durée, course en territoire ennemi ou encore défense frontalière.

#### Chapitre XI - Sur les camps
Cette partie donne des conseils sur la bonne mise en place d’un campement : le choix du terrain (découvert et loin d’un milieu humide), éviter d’être proche d’un terrain que l’ennemi pourrait utiliser, creuser un fossé autour du camp, toujours avoir une garde, toujours traiter l’ennemi comme s’il était proche, etc. On y recommande aussi de ne pas rester trop longtemps au même endroit, afin d’éviter l’accumulation des déchets ce qui pourrait amener des maladies. Si le camp doit durer plus longtemps, il doit être mieux fortifié et les soldats doivent rester actifs et ne pas être oisifs, tandis que toute fête ou jeu sont interdits durant la nuit. L’importance du bon ravitaillement et la défense des habitants voisins au camp, si en territoire ami, y est encore abordée. On retrouve aussi des consignes sur le déplacement du camp, les directives que les gardes doivent appliquer (questions, etc.), une description schématique de l’organisation du camp est présentée, ainsi que les actions qui doivent être prises si l’ennemi est proche ou est en vue du camp.

#### Chapitre XII - Sur la préparation pour la bataille
Il est question ici de l’importance de la mise en place de l’armée avant la bataille et de ses conséquences au fil de celle-ci. On y cite quelques conseils sur les formations qui sont propices à la bataille et celles qui le sont moins (sur une ou plusieurs lignes, etc.), l’importance que les ordres du chef doivent être compris et transmis aux différentes parties de la troupe, la grande importance de garder une force en réserve en cas d’imprévu, etc. On y décrit de nombreux scénarios de formation selon divers besoins, mais aussi tout le processus menant aux décisions de placement des troupes : évaluations des forces ennemies, prise en compte du terrain, adaptation de la formation selon les facteurs (ennemi, terrain, météo, troupes et équipements à disposition), etc. Des consignes très précises autant pour les soldats que pour les officiers sont aussi incluses.

#### Chapitre XIII - Sur la veille de la bataille
Cette partie du manuel porte sur les préparatifs et les actions qui doivent être faits un ou deux jours avant une bataille. On peut en citer quelques-uns :
- L’envoi d’espions vers l’ennemi afin d’empêcher une attaque surprise et obtenir des informations sur leur nombre et leurs équipements.
- Motiver les troupes de plusieurs manières possibles : défilé de prisonniers faibles devant les soldats, discours faisant écho aux gloires passés et récentes et tenter de dissiper les inquiétudes des soldats, tenter de briser la réputation de l’ennemi, etc.
- Le général doit repenser à tous les facteurs et les possibilités qui pourraient se produire durant la prochaine bataille ou avant : tenir conseil (voir chapitre III).
- Se retirer ou fortifier la position si l’ennemi attaque dans des conditions peu favorables.
- Faire des provisions pour un à deux jours, en vue de la bataille.

#### Chapitre XIV - Le jour de la bataille
Dans ce chapitre, on énonce de nombreuses actions qu’un bon chef doit faire le jour de la bataille, telles que : sanctifier son armée à Dieu, adapter la tactique selon le terrain ou les troupes de l’adversaire (archer, cavalier, etc.), etc. On présente aussi plusieurs cas de figure qui peut se produire durant la bataille : surnombre de l’ennemi, débordement, perte de moral des troupes, etc., ainsi que plusieurs directives portant sur la ligne et la formation de l’armée durant la bataille : ligne pas trop étendue, pas trop mince, trop espacée, etc.

#### Chapitre XV - Assiéger une ville
Cette partie évoque quelques instructions ou conseils et quelques machines de guerre pouvant être utilisées durant un siège. Ces conseils sont regroupés en deux parties. Lorsque l’on assiège, il est important de se fortifier contre les assiégés ou leurs alliés, de mettre en place une garde pour ces mêmes raisons, de mettre des troupes face aux portes et poternes ennemies, une attaque à de multiples endroits fatigue l’adversaire et il est primordial de vérifier si les voies de ravitaillements (vivre et eau) de l’ennemi sont coupées ou exploitées, etc. Après le siège, il est important de traiter la population avec douceur afin de gagner leur affection. Tandis qu’en tant que défenseur, il faut amasser le plus de vivres possibles, expulser les bouches inutiles (femmes, enfants et vieillards) de la ville, il faut éviter toute dissension au sein des personnes restant dans la forteresse, les portes seront gardées par les gens les plus fidèles, etc. Finalement, dans les deux cas, le chef doit donner autant d’effort que ses soldats afin de les motiver et leur donner des discours soutenant leur moral1.

#### Chapitre XVI - Sur les actions après la fin de la guerre
Après une victoire, il est décrit qu’il est important de rendre grâce à Dieu pour celle-ci, récompenser ceux qui se sont battus avec courage et au contraire punir les lâches (autant les soldats que les officiers ou un corps entier). Le butin peut être vendu, au lieu d’être distribué comme récompense, pour couvrir des dépenses. Les prisonniers ne doivent pas être tués, mais utilisés comme moyen de pression (rançon, etc.) et les soldats tombés au combat doivent être enterrés dans une sépulture. Tandis qu’en cas de défaite, l’armée doit être revigorée par des discours et punir les ennemis s’ils baissent leur garde après leur victoire (en cas de victoire, rester vigilant envers l’ennemi). Si une trêve a été conclue, elle doit être respectée, mais il faut rester sur ses gardes. Finalement, il ne faut jamais refuser un émissaire.

#### Chapitre XVII - Sur les attaques surprises
Dans ce chapitre, il est question de plusieurs tactiques ou méthodes pour amener le bon déroulement d’une attaque surprise : les attaques nocturnes, faux abandon de position, création de sentiments de confiance ou de supériorité chez l’ennemi pour ensuite en profiter, etc. On retrouve aussi de nombreuses directives logistiques portant sur les expéditions en territoire ennemi ainsi que plusieurs instructions sur l’espionnage et l’estimation des forces adverses.

#### Chapitre XVIII - Sur l'étude des diverses formations de bataille de divers peuples et romaines
Ce chapitre traite des formations de batailles que les Romains (Ῥωμαῖοι : Rhomaioi) peuvent adopter en attaque ou en défense, ainsi que celles d’autres peuples et de leurs contre-mesures possibles. On y retrouve une description des stratégies, coutumes, histoires et cultures combattantes :
- Les Perses qui sont présentés comme des troupes peu disciplinées, motivés par le butin et le zèle de leur faux culte.
- Les anciens Scythes qui ont influencé les Turcs et Bulgares dans leurs tactiques d’attaque surprise.
- Les Bulgares des chrétiens qui sont présentés comme les vassaux de l’Empire.
- Les Turcs sont présentés comme de redoutables combattants, non-chrétiens, avides d’argent, sans paroles dont l’auteur décrit en détail les équipements et formations.
- Les Francs et Lombards sont décrits comme des chrétiens braves, aimant la guerre, impatients, faciles à corrompre, supportant mal les longues privations et qui devraient être les vassaux de l’Empire.
- Les Slaves sont des chrétiens décrits comme d’infatigables combattants, pouvant subir de longues privations, mais refusent la vassalité de l’Empire. L’auteur évoque même les conversions religieuses faites par l’Empereur Basile Ier.
- Les Sarrasins ou Arabes sont présentés comme des adversaires continuels impies de l’Empire, dont le génie militaire les place au-dessus des autres nations et qui ne doit pas être négligé, car ceux-ci imitent et reprennent les tactiques des Romains.

Outre les nombreuses tactiques et ordres de bataille présentés, on retrouve aussi plusieurs discours de l’auteur portant sur la défense de la foi chrétienne, en voici quelques-uns : « […] toujours être prêt à répandre votre sang pour le soutien de la foi chrétienne, ainsi que la défense des fidèles […] », « […], nous détestons leur impiété, et leur faisons la guerre pour le soutien de la foi. » et « Le zèle de nos soldats s’animera, quand ils sauront qu’ils combattent pour la foi, […] et le repos de tous les chrétiens. ».

#### Chapitre XIX - Sur la guerre navale
Cette section aborde la guerre navale qui est décrite comme peu documentée par l’auteur et qui se transmettait oralement entre généraux. Il y est décrit les spécificités que les navires doivent avoir, les fournitures et le bon positionnement des différents membres d’équipage ainsi que leurs équipements. On y évoque surtout le dromon (grec : δρόμων, remplaçant de la trirème antique), comme navire principalement utilisé, mais il est aussi évoqué l’existence de dromons plus gros pouvant contenir 200 marins. L’auteur aborde plusieurs tactiques, formations et stratégies militaires navales qui devraient être utilisées, ainsi que plusieurs précautions à prendre : faire garder les navires lorsque la flotte est débarquée pour éviter tout sabotage, etc. Plusieurs méthodes et tactiques d’utilisation du feu grégeois sont aussi enseignées durant ce chapitre, en voici deux extraits:
- « Tels sont ces feux préparés dans des siphons, d'où ils partent avec un bruit de tonnerre et une fumée enflammée qui va brûler les vaisseaux sur lesquels on les envoie. »
- « On se servira aussi de petits siphons à la main que les soldats portent derrière leurs boucliers, et que nous faisons fabriquer nous-mêmes : ils renferment un feu préparé qu'on lance aux visages des ennemis. »

#### Chapitre XX - Sur les différentes maximes
On évoque dans ce chapitre de nombreux conseils et maximes pouvant servir à perfectionner la "science des armes" dont certaines proviennent d’auteurs anciens. On peut citer ceux-ci en exemple : « […] partager en toute occasion les travaux et les fatigues de la guerre avec ceux que vous commandez, […] », « vos mœurs doivent être un modèle pour les autres. », etc.

#### Épilogue
Ici l’auteur rappel les leçons les plus importantes qu’un général devrait avoir apprises : l’important de la prière à Dieu et de la bonne piété, ce que devrait être un bon général et savoir bien utiliser la science de la guerre (tactiques, formations et adaptation, etc.).

### Compléments duSylloge Tacticorum
- Chapitre XXXII - Leurs formations d'infanterie (grec ancien)
- Chapitre XXXIII - Leurs formations de cavalerie (grec ancien)
- Chapitre XXXIV - Leurs formations mixtes (grec ancien)
- Chapitre XXXV - Comment les Romains nomment les officiers de l'armée et de leurs unités
- Chapitre XXXVIII - Armes d'infanterie romaine
- Chapitre XXXIX - Armes de cavalerie romaine
- Chapitre XLI - Noms des manœuvres des troupes
- Chapitre XLII - Formations de phalange
- Chapitre XLIII - En profondeur, c'est-à-dire la profondeur des formations d'infanterie et de cavalerie, leur longueur et l'espace occupé par un fantassin au sein de la formation, le cavalier et l'intervalle entre eux dans les formations et sur le vol d'une flèche.
- Chapitre LIII - Ce que le général doit faire lorsqu'il est assiégé
- Chapitre LIV - Que doit faire le général en assiégeant l'ennemi
- Chapitre LV - Comment le général doit rapidement construire un fort proche de la frontière ennemie sans déclencher une bataille

## La tentative de "Guerre sainte" de Léon VI
Aux environs de l’an 900, l’Empereur Léon VI tentent de mobiliser les byzantins à faire une guerre sainte (une guerre au nom de Dieu ou contre les ennemis de Dieu) contre les musulmans en s’inspirant de ce qu’il connaît du Djihad, auquel il porte une certaine admiration (voir les Guerres Arabo-Byzantines pour plus de contexte). Il décrit ainsi une solidarité chrétienne entre tous les byzantins dans cet effort militaire : « […] les non-combattants fournissant aux combattants des armes, des dons et des prières […] s’il manque quelque chose aux corps de troupes […] ils se cotisent pour le fournir par entraide et solidarité… Si, aidés par Dieu […] affrontant les Saracènes franchement et vaillamment pour le salut de notre âme, persuadés que nous combattons, […] pour ceux de notre race et tous nos frères chrétiens, […] ». Cette idée de "guerre sainte chrétienne" ne déclenchera pas de grande mobilisation chez les byzantins, mais plutôt une indifférence et une réserve de la part des autorités relieuses qui ne veulent pas mêler les affaires temporelles (la guerre) et celle intemporels (Dieu).

## Informations divers
Les vingt premiers chapitres sont largement repris du Strategikon écrit durant le règne de l’Empereur Maurice entre 582 et 602, mais ils ont été remis au goût du jour et adaptés selon la vision de Leon VI aux environs du Xe siècle.
Le texte comporte quelques problèmes de rédaction, il tombe très souvent dans la répétition et l’usage inutile de mot, malgré les promesses de l’Empereur envers le lecteur en préface : « Je ne me suis point piqué d’élégance et me suis plus attaché à l’essence des choses qu’à l’ornement du discours. J’ai taché autant que j’ai pu de rendre ma narration simple, claire et précise. »

## Articles Connexes
- Léon VI le Sage
- L'Art de la guerre de Sun Tzu
- Strategikon
- Praecepta Militaria
- Manuels militaires byzantins